# بیبیانا اشتاین‌هاوس
بیبیانا اشتاین‌هاوس (آلمانی: Bibiana Steinhaus؛ زادهٔ ۲۴ مارس ۱۹۷۹) داور فوتبال اهل آلمان است.

## زندگی حرفه‌ای
او در سال ۲۰۱۷ بازی فینال لیگ قهرمانان اروپای زنان بین تیم‌های لیون و پاری سن ژرمن را سوت زد. سپس در مه ۲۰۱۷ از سوی یوفا برای داوری در بوندس‌لیگا ۱۸–۲۰۱۷ انتخاب شد و به این ترتیب نخستین زنی شد که در لیگ حرفه‌ای مردان سوت می‌زند.

## زندگی شخصی
اشتاین‌هاوس در شهر لانگنهاگن زندگی می‌کند و پیش از اشتغال حرفه‌ای به داوری، افسر پلیس با درجهٔ سربازرس بوده‌است. در اکتبر ۲۰۱۶ گزارش شد که او با داور انگلیسی هاوارد وب در یک رابطه است.

## حواشی
در فوریهٔ ۲۰۱۹، صدا و سیمای ایران به علت حضور او در مسابقهٔ بین بایرن مونیخ و باشگاه فوتبال آگسبورگ، از پخش زندهٔ این بازی جلوگیری کرد.